# Leptonema vanderysti
Leptonema vanderysti är en nattsländeart som beskrevs av Navás 1930. Leptonema vanderysti ingår i släktet Leptonema och familjen ryssjenattsländor. Inga underarter finns listade i Catalogue of Life.